# هیدروکسید آهن (II)
هیدروکسید آهن (II) (به انگلیسی: Iron(II) hydroxide) با فرمول شیمیایی Fe(OH)۲ یک ترکیب شیمیایی است. که جرم مولی آن ۸۹٫۸۶ g/mol می‌باشد. شکل ظاهری این ترکیب، پودر‌ جامد قهوه‌ای است.